# پادانارام (ماساچوست)
پادانارام (به انگلیسی: Padanaram) یک منطقهٔ مسکونی در ایالات متحده آمریکا است که در دارتموت، ماساچوست واقع شده‌است.